# Khalsa College

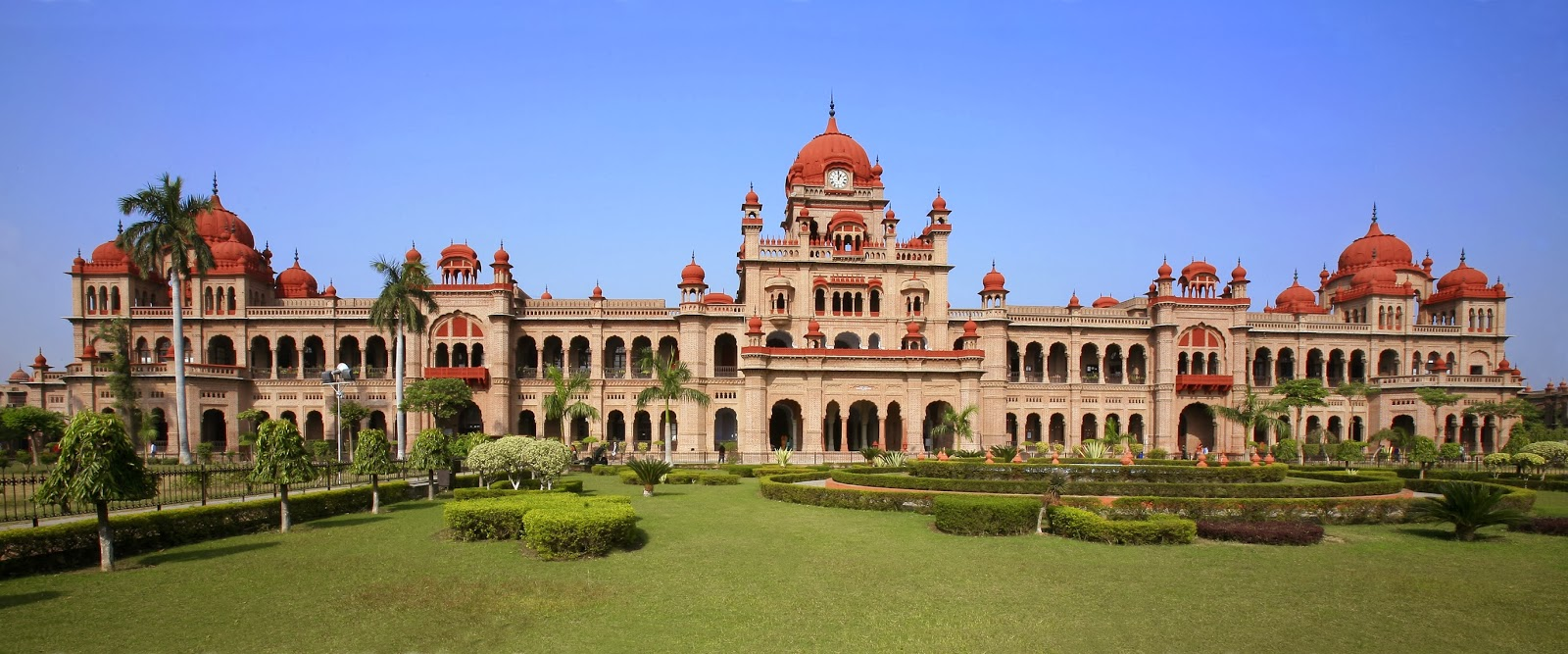
Khalsa College, Amritsar

Das Khalsa College (Punjabi: ਖਾਲਸਾ ਕਾਲਜ khālsā kālaj) ist eine private Hochschule in der nordindischen Stadt Amritsar im indischen Bundesstaat Punjab. 1892 wurde der Grundstein gelegt und der Schulbetrieb 1893 aufgenommen. Der Campus befindet sich etwa acht Kilometer vom Stadtzentrum entfernt, an der Amritsar-Lahore Autobahn (Teil der Grand Trunk Road), und grenzt an den Guru Nanak Dev Universitäts-Campus an, dem das Khalsa College akademisch angeschlossen ist.

## Geschichte

### Gründung
Das Khalsa College wurde als Bildungseinrichtung während des British Raj auf Betreiben von Sikh-Gelehrten geplant, die den Bevölkerungsgruppen der Sikhs und Punjabis in Punjab eine höhere Bildung bieten wollten. Die Singh-Sabha-Bewegung und der Chief Khalsa Diwan (Khalsa Steuerbehörde) warben um Spenden für das Vorhaben. Die Fürstenstaaten Britisch-Indiens und Sikhs aus Punjab leisteten finanzielle Unterstützung und stellten Land zur Verfügung, darunter Maharadscha Rajendra Singh aus Patiala, Maharadscha Hira Singh aus Nabha, Maharadscha Jagatjit Singh aus Kapurthala und Sir Sunder Singh Majithia.
Das Gründungskomitee des Khalsa Colleges bildeten 1890 W. R. M. Holroyd, der Direktor für öffentlichen Unterricht in Punjab als Präsident und W. Bell, der Direktor des Government Colleges aus Lahore als sein Sekretär. Zu den ersten Mitgliedern des 121-köpfigen Komitees gehörten Sir Attar Singh, Gurdial Singh Maan aus Nabha, Diwan Gurmukh Singh aus Patiala, Bhai Kahn Singh, Gurmukh Singh und Sardar Jawahir Singh (1859–1910).

### Das Gebäude
Nach einer längeren Diskussion über den Standort des Khalsa Colleges hat man sich für den Standort Amritsar entschieden und für einen zweiten in Lahore. Der 1,2 m² große Campus befand sich damals etwas außerhalb des Dorfes Kot Sayyad Mehmood, das später in Kot Khalsa umbenannt wurde. Der Grundstein wurde am 5. März 1892 gelegt, wobei die ersten Klassen ab 1893 unterrichtet wurden. Das Gebäude wurde 1912 fertiggestellt.
Das College wurde von Bhai Ram Singh, Direktor der Mayo School of Industrial Arts in Lahore, mit Hilfe des Ingenieurs Dharam Singh Gharjakhia entworfen. Bhai Ram Singh wurde für seine Verdienste mit dem Titel Member of Royal Victorian Order (MVO) ausgezeichnet, der höchsten zivilen Auszeichnung Britisch-Indiens. Das Hauptgebäude gilt als Juwel des indo-sarkenischen Stils, der von traditionellen indischen und mogulischen Architekturschulen beeinflusst wurde. Der Treppenaufgang des Hauptportals wurde in viktorianischem Stil ausgeführt. 2017 wurden die Decke des Hauptgebäudes, die Säulen der Eingangshalle aus italienischem Marmor, die französischen Glasfenster und die Rosenholzrahmen der Fenster renoviert.
Im Khalsa College wurden einige bekannte Bollywood- und Hollywood-Filme gedreht, so z. B. Bride and Prejudice, in dem Aishwarya Rai Bachchan die Hauptrolle oder Veer-Zaara (Veer und Zaara) und Rab Ne Bana Di Jodi, in denen Shahrukh Khan jeweils die Hauptrollen spielte.

### Bedeutung
Der Beitrag des Khalsa College zur Befreiungsgeschichte Indiens ist bedeutend, da viele berühmte Freiheitskämpfer, politische Führer, Generäle der Streitkräfte, Wissenschaftler, berühmte Olympioniken, Schauspieler, Schriftsteller, Journalisten und Gelehrte hier ausgebildet wurden.

## Hochschule
Die Hochschule ist dem Sikhismus verpflichtet. Morgens und abends werden Gebete im Gurdwara des Khalsa College zelebriert. Eine Teilnahme wird gerne gesehen, ist für Nicht-Sikhs jedoch nicht verpflichtend.
Das Khalsa College orientiert sich an den hohen Idealen der großen Gurus, die immer eine fortschrittliche Geisteshaltung befürwortet und alles Dogmatische abgelehnt haben. Das College strebt ein hohes Maß an Exzellenz bei der Entwicklung von Geist und Seele an. Fortschritt ist das Schlagwort und akademische Leistung der Erfolgsmaßstab.

### Fakultäten
Das Khalsa College hat folgende Fakultäten:
- Fakultät für Geistes- und Sozialwissenschaften
- Fakultät für Handel und Betriebswirtschaft
- Fakultät für Naturwissenschaften
- Fakultät für Landwirtschaft
- Fakultät für Informatik
- Fakultät für Physiotherapie

### Präsidenten des Khalsa College
Das Khalsa College hatte bisher folgende Präsidenten:
- 1890–1891 W. R. M. Holroyd
- 1891–1900 W. H. Rattigan
- 1900–1908 H. A. B. Rattigan
- 1908–1920 The Commissioner Lahore Division
- 1920–1941 Sardar Sir Sunder Singh Majithia
- 1941–1944 S. Kirpal Singh Majithia
- 1944 S. Dalip Singh Majithia
- 1944–1965 S. Surjit Singh Majithia
- 1965–1970 S. Ujjal Singh
- 1970–1978 S. Surjit Singh Majithia
- 1978–1982 S. Gurmukh Singh Chawla
- 1982–1984 S. Parkash Singh Majitha
- 1984–1990 S. Surjit Singh Majithia
- 1990–2001 S. Parkash Singh Majitha
- 2001–2004 S. Rajmohinder Singh Majitha
- Seit 2004 S. Satyajit Singh Majithia

### Bildungseinrichtungen der Khalsa College Charitable Society
Die privaten Bildungseinrichtungen der Khalsa College Charitable Society sind:
Colleges
- Khalsa College, Amritsar-Indien (gegründet 1892)
- Khalsa College für Erziehungswissenschaften, Amritsar (gegründet 1954)
- Khalsa College für Frauen, Amritsar (gegründet 1968)
- Khalsa College für Erziehungswissenschaften, Ranjit Avenue, Amritsar (gegründet 2006)
- Khalsa College für Kleinkinderziehung, Amritsar (gegründet 2006)
- Khalsa College für Pharmazie, Amritsar (gegründet 2009)
- Khalsa College für Ingenieurwissenschaften und Technik, Ranjit Avenue, Amritsar (gegründet 2009)
- Khalsa College für Veterinärwissenschaften, Amritsar (gegründet 2009)
- Khalsa College für Technologie- und Betriebswirtschaftslehre, Mohali (gegründet 2009)
- Khalsa College für Leibeserziehung, VPO Erbe, Bezirk. Amritsar (gegründet 2009)
- Khalsa College Chawinda Devi, Amritsar[8]
- Khalsa College für Rechtswissenschaften, Amritsar (gegründet 2012)
- Khalsa College für Management und Technologie, Amritsar

Schulen
- Weiterführende Schule für Jungen des Khalsa College, Amritsar (gegründet 1892)
- Weiterführende Schule für Mädchen des Khalsa College, Amritsar (gegründet 1942)
- Internatsschule des Khalsa College, Amritsar (gegründet 1984)
- Internationales Internatsschule des Khalsa College, Ranjit Avenue, Amritsar (gegründet 2001)
- Internat des Khalsa College, Gemeinde Heir in Amritsar (gegründet 2008)

## Berühmte Schüler
Berühmte Schüler mit unterschiedlichsten Fähigkeiten lernten am Khalsa College:
Freiheitskämpfer, Politiker und Juristen
- Hans Raj Khanna (1912–2008), ehemaliger Richter am Obersten Gerichtshof von Indien, der die Basic Structure Doctrine verfasst hat, einer Niederschrift unveräußerlicher Grundrechte
- Partap Singh Kairon (1901–1965), indischer Freiheitskämpfer, Politiker und ehemaliger Ministerpräsident von Punjab
- Darbara Singh (1916–1990), ehemaliger Ministerpräsident von Punjab und Vorsitzender des Indischen Nationalkongresses (Partei)
- Teja Singh Samundri (1882–1926), indischer Politiker, Gründer des Shiromani Gurudwara Prabhandhak Committee (SGPC)
- Rajinder Singh "Sparrow" Shergill (1911–1994), indischer Armeeoffizier, ehemaliges Mitglied des indischen Parlaments
- Sohan Singh Josh (1898–1982), Indischer Freiheitskämpfer und kommunistischer Führer von Punjab
- Gurdial Singh Dhillon (1905–1992), indischer Politiker, Mitglied des Indischen Nationalkongress und ehemaliger Sprecher des indischen Parlaments[9]
- Hukam Singh (1895–1983), indischer Politiker, ehemaliger Sprecher des indischen Parlaments, ehemaliger Gouverneur von Rajasthan[10]
- Manohar Singh Gill (* 1936), indischer Politiker und Mitglied des Indischen Nationalkongress
- Kiran Bedi (* 1949), Polizeipräsidentin, Gefängnisdirektorin, Aktivistin und Vizegouverneurin von Puducherry

Schriftsteller, Filmschaffende und Sänger
- Harcharan Singh (1914–2006), indischer Schriftsteller und Dramatiker
- Harpreet Sandhu (* 1979), indischer Schauspieler, Regisseur und Dichter[11]
- Mulk Raj Anand (1905–2004), Schriftsteller und Journalist
- Kidar Sharma (1910–1999), Schauspieler, Lyriker, Filmregisseur und Drehbuchautor
- Bhisham Sahni (1915–2003), Filmemacher, Schriftsteller und politischer Aktivist
- Gurshabad Singh Kular (* 1989), Playback-Sänger, Schauspieler und Performer
- Ranjit Bawa (* 1989), Sänger und Schauspieler aus Punjab
- Amrinder Gill (* 1976), Schauspieler und Sänger

Sportler
- Balbir Singh Senior (1924–2020), Hockeyspieler und Olympiateilnehmer[12]
- Dharam Singh (1919–2001), Hockeyspieler[12]
- Gurbachan Singh Randhawa (1939), Athlet
- Harbinder Singh (1943), Hockeyspieler[12]
- Maninder Singh (* 1990), Kapitän der Pro Kabaddi League Franchise Bengal Warriors[13]
- Hardeep Tauo Toganwalia (* 1984), Kapitän des kanadischen Kabaddi-Teams
- Bishen Singh Bedi (* 1946), ehemaliger Kapitän des indischen Cricket-Teams

Wissenschaftler
- Khem Singh Gill (1930–2019), Genetiker und ehemaliger Vizekanzler der Landwirtschaftlichen Hochschule des Punjab